# Associazione Calcio Mantova 1925-1926
Questa pagina raccoglie i dati riguardanti l'Associazione Calcio Mantova nelle competizioni ufficiali della stagione 1925-1926.

## Stagione
Nella stagione 1925-26 il Mantova ancora affidato al tecnico Guglielmo Reggiani ha disputato il girone B di Lega Nord, con soli otto punti in classifica si è piazzato in dodicesima ed ultima posizione, non riuscendo a qualificarsi al nuovo massimo campionato (la Divisione Nazionale, che nei piani iniziali avrebbe dovuto essere a girone unico e a 16 squadre). Con la Carta di Viareggio del 2 agosto 1926, che ha rinviato la riforma del girone unico, allargando la Divisione Nazionale da 16 a 20 squadre (di cui tre della Lega Sud), il Mantova viene ammesso a disputare un torneo di qualificazione, a eliminazione diretta, che metteva in palio un solo posto in Divisione Nazionale ma non riuscì a vincerlo e dovette rassegnarsi a disputare la Prima Divisione declassata a campionato cadetto, l'unico posto disponibile è andato all'Alessandria. Lo Scudetto lo ha vinto la Juventus, che ha vinto il girone C con presente il Mantova, poi ha battuto il Bologna, vincitore del girone A, e nella doppia finale ha superato l'Alba Roma, vincitrice del girone centro-meridionale.

## Rosa
| N. |                     | Ruolo | Calciatore          |
| -- | ------------------- | ----- | ------------------- |
|    | Italia (bandiera)   | A     | Giorgio Agostinelli |
|    | Italia (bandiera)   | A     | Azzoni              |
|    | Italia (bandiera)   | A     | Carlo Barbieri      |
|    | Italia (bandiera)   | D     | Enghel Barbieri     |
|    | Italia (bandiera)   | C     | Lamberto Bodini     |
|    | Italia (bandiera)   | A     | Alfio Cavicchioli   |
|    | Italia (bandiera)   | D     | Gatti               |
|    | Italia (bandiera)   | D     | Carlo Ghirelli      |
|    | Italia (bandiera)   | A     | Ferruccio Francia   |
|    | Italia (bandiera)   | D     | Giuseppe Grigoli    |
|    | Ungheria (bandiera) | A     | József Hibling      |
|    | Ungheria (bandiera) | C     | György Kanyaurek    |

| N. |                   | Ruolo | Calciatore               |
| -- | ----------------- | ----- | ------------------------ |
|    | Italia (bandiera) | D     | Luigi Manini             |
|    | Italia (bandiera) | A     | Giorgio Masè             |
|    | Italia (bandiera) | P     | Romano Mattinzoli        |
|    | Italia (bandiera) | D     | Pietro Negri             |
|    | Italia (bandiera) | C     | Andrea Preuss            |
|    | Italia (bandiera) | C     | Arnaldo Prosperi (III)   |
|    | Italia (bandiera) | C     | Ildebrando Prosperi (II) |
|    | Italia (bandiera) | P     | Attilio Rizzi            |
|    | Italia (bandiera) | C     | Giuseppe Rossetti        |
|    | Italia (bandiera) | A     | Ruggerini                |
|    | Italia (bandiera) | A     | Vacchelli                |
|    | Italia (bandiera) | D     | Carlo Venturini          |

## Risultati

### Prima Divisione

#### Girone di andata
| Arbitro: | Beretta (Novi Ligure) |

|                                                          |           |           |
| Montelatici 2’, 74’ Bandini I 10’, 85’ Magnozzi 20’, 53’ | Marcatori | 3’ Preuss |

| Arbitro: | Petariny (Trieste) |

|                                |           |                   |
| Ghirelli 52’ (rig.) Preuss 65’ | Marcatori | 14’ 26’ Mattuteia |

| Arbitro: | Enrietti (Torino) |

|                          |           |                 |
| Sacchi 7’, 8’ Muller 39’ | Marcatori | 76’ Agostinelli |

| Arbitro: | Ortali (Bologna) |

|                                                                    |           |                  |
| Agostinelli 5’, 47’, 56’ A. Prosperi 13’, 50’ I. Prosperi 18’, 23’ | Marcatori | 69’ (rig.) Tritz |

| Arbitro: | Vagge (Genova) |

|               |           |  |
| Poli 24’, 68’ | Marcatori |  |

| Arbitro: | A.Gama (Milano) |

|                                 |           |                                              |
| A. Prosperi 17’ Agostinelli 86’ | Marcatori | 14’, 28’ Alberti 65’, 82’ Levratto 72’ Catto |

| Arbitro: | Ferro (Milano) |

|                                                                            |           |  |
| F. Monti 3’, 59’ Barzan 9’, 26’, 55’ A. Busini 19’, 45’, 84’ A. Kregar 87’ | Marcatori |  |

| Arbitro: | Pozzi (Monza) |

|            |           |                  |
| Preuss 12’ | Marcatori | 77’ G. Bergamino |

| Arbitro: | Petariny (Trieste) |

|  |           |                                                 |
|  | Marcatori | 18’, 73’, 81’ Hirzer 29’ Pastore 86’ Meneghetti |

| Arbitro: | Franciosini (Modena) |

|                                     |           |                                      |
| Mattioli 4’, 30’, 81’, 86’ Aimi 85’ | Marcatori | 28’ Hibling 58’ Preuss 90’ Kanyaurek |

| Arbitro: | Majani (Torino) |

|                           |           |  |
| A. Prosperi 22’, 48’, 72’ | Marcatori |  |

#### Girone di ritorno
| Arbitro: | Ortali (Bologna) |

|  |           |                    |
|  | Marcatori | 13’, 23’ Silvestri |

| Arbitro: | Medica (Bologna) |

|                                           |           |  |
| L. Bajardi 20’ S. Rosso 56’ Piccaluga 80’ | Marcatori |  |

| Arbitro: | Beretta (Novi Ligure) |

|  |           |                                  |
|  | Marcatori | 26’ C. Cevenini 43’ Santagostino |

| Arbitro: | Lenti (Genova) |

|                                                                                           |           |  |
| Tritz 15’, 43’, 65’, 71’ (75) Marchina 22’ Cattaneo 33’ Avalle 42’ E. Banchero 84’ (rig.) | Marcatori |  |

| Mantova 4 aprile 1926 16ª giornata | Mantova         | 0 – 0 | Cremonese | Campo Ippodromo Te\| Arbitro: \| U.Gama (Milano) \| |
| Arbitro:                           | U.Gama (Milano) |       |           |                                                     |

| Arbitro: | Essinger (Pisa) |

|                                  |           |            |
| S. Santamaria 25’, 46’ Catto 66’ | Marcatori | 43’ Preuss |

| Arbitro: | De Renzis (Genova) |

|                                 |           |                     |
| A. Prosperi 32’ Agostinelli 82’ | Marcatori | 70’ (aut.) Ghirelli |

| Arbitro: | Montessoro (Torino) |

|                                                                 |           |            |
| Del Ponte 15’, 16’, 54’ Cambiaso 17’, 23’, 69’ Moretti 75’, 81’ | Marcatori | 26’ Preuss |

| Arbitro: | Carraro (Padova) |

|                                                        |           |                 |
| Hirzer 5’, 33’, 35’ (rig.) Vojak 39’ Munerati 40’, 75’ | Marcatori | 80’ Agostinelli |

| Arbitro: | Ferro (Milano) |

|                 |           |              |
| Agostinelli 17’ | Marcatori | 62’ Mistrali |

| Arbitro: | Scarpi (Dolo) |

|                                         |           |  |
| Povero 47’ Baviera 63’, 75’ Powolny 71’ | Marcatori |  |

### Qualificazioni alla Divisione Nazionale
| Arbitro: | Dani (Genova) |

|                                                                                   |           |                                        |
| A. Prosperi 42’, 92’ I. Prosperi 53’, 58’ C. Barbieri 101’, 119’ Agostinelli 109’ | Marcatori | 17’, 78’ Powolny 86’ (aut.) Mattinzoli |

| Arbitro: | U. Gama (Milano) |

|                                                 |           |                                                |
| Crotti 5’ Marucco 10’, 21’ Ghirelli 118’ (aut.) | Marcatori | 18’ Agostinelli 25’ Preuss 44’ (rig.) Ghirelli |

## Statistiche

### Statistiche di squadra
| Competizione    | Punti | In casa | In casa | In casa | In casa | In casa | In casa | In trasferta | In trasferta | In trasferta | In trasferta | In trasferta | In trasferta | Totale | Totale | Totale | Totale | Totale | Totale | DR  |
| Competizione    | Punti | G       | V       | N       | P       | Gf      | Gs      | G            | V            | N            | P            | Gf           | Gs           | G      | V      | N      | P      | Gf     | Gs     | DR  |
| --------------- | ----- | ------- | ------- | ------- | ------- | ------- | ------- | ------------ | ------------ | ------------ | ------------ | ------------ | ------------ | ------ | ------ | ------ | ------ | ------ | ------ | --- |
| Prima Divisione | 8     | 11      | 2       | 4       | 5       | 16      | 21      | 11           | 0            | 0            | 11           | 8            | 60           | 22     | 2      | 4      | 16     | 24     | 81     | -57 |

### Statistiche dei giocatori
| Giocatore         | Prima Divisione | Prima Divisione |
| Giocatore         | Presenze        | Reti            |
| ----------------- | --------------- | --------------- |
| G. Agostinelli    | 22              | 7               |
| Azzoni            | 3               | 0               |
| E. Barbieri (II)  | 15              | 0               |
| C. Barbieri (III) | 17              | 0               |
| L. Bodini         | 17              | 0               |
| A. Cavicchioli    | 2               | 0               |
| F. Francia        | 1               | 0               |
| Gatti             | 3               | 0               |
| C. Ghirelli       | 19              | 1               |
| G. Grigoli        | 19              | 0               |
| J. Hibling        | 5               | 1               |
| G. Kanyaurek      | 10              | 1               |
| L. Manini         | 5               | 0               |
| G. Masè           | 4               | 0               |
| R. Mattinzoli     | 10              | -26             |
| P. Negri          | 21              | 0               |
| A. Preuss         | 16              | 6               |
| I. Prosperi (II)  | 9               | 3               |
| A. Prosperi (III) | 17              | 5               |
| A. Rizzi          | 12              | -55             |
| G. Rossetti       | 7               | 0               |
| Ruggerini         | 1               | 0               |
| Vacchelli         | 3               | 0               |
| C. Venturini      | 4               | 0               |